# بيل هيويت (سياسي)
بيل هيويت هو سياسي أسترالي، ولد في 31 أكتوبر 1930 في Mooloolaba ‏ في أستراليا، وتوفي في 23 نوفمبر 2016 في كوينزلاند في أستراليا. نشط حزبياً في Queensland Liberal Party ‏. وقد انتخب عضو المجلس التشريعي لولاية كوينزلاند ‏.